# Distretto di Gallipoli (Turchia)
Il distretto di Gallipoli (in turco Gelibolu ilçesi) è un distretto della provincia di Çanakkale, in Turchia.

## Geografia fisica
Il distretto occupa la parte settentrionale della penisola di Gallipoli, sulla sponda europea dello stretto dei Dardanelli. Confina a nord con i distretti di Keşan (provincia di Edirne), Malkara e Şarköy (provincia di Tekirdağ) e a sud con il distretto di Eceabat.
Il suo territorio è attraversato dalla strada europea E87.

## Suddivisioni amministrative
Al distretto appartengono 4 comuni e 25 villaggi.

### Comuni
- Gallipoli (centro)
- Bolayır
- Evreşe
- Kavakköy

### Villaggi
| - Adilhan - Bayırköy - Bayramiç - Burhanlı - Cevizli - Çokal - Cumalı - Değirmendüzü - Demirtepe | - Fındıklı - Güneyli - Ilgardere - Kalealtı - Karainebeyli - Kavaklı - Kocaçeşme - Koruköy | - Ocaklı - Pazarlı - Şadıllı - Süleymaniye - Sütlüce - Tayfurköy - Yeniköy - Yülüce |